# Tuyết tháng tư
April Snow (tiếng Hàn: 외출; Romaja: Oechul; lit. "Outing" or "Going Out", tiếng Việt: Tuyết tháng tư) là bộ phim điện ảnh Hàn Quốc được trình chiếu vào năm 2005 do Hur Jin-ho làm đạo diễn với sự tham gia của Bae Yong-joon và Son Ye-jin.

## Nội dung
Phim xoay quanh hai cặp vợ chồng In-su (Bae Yong-joon) người phụ trách ánh sáng trong các buổi hòa nhạc và Seo-young (Son Ye-jin). Hai con người gặp nhau trong hoàn cảnh hết sức đặc biệt, vô tình biết một sự thật phũ phàng là vợ và chồng của họ đang là tình nhân. Sự cô đơn, đau khổ, gần gũi, chia sẻ và cảm thông qua những ngày ở bệnh viện để chăm sóc người thân, những người đã phản bội họ đã kéo tình cảm hai người lại gần nhau hơn. Thế nhưng cả hai luôn bị dằn vặt giữa một bên là sự khao khát hạnh phúc của riêng mình và một bên là bổn phận, trách nhiệm với gia đình.

## Diễn viên
- Bae Yong-joon vai In-su
- Son Ye-jin vai Seo-young
- Im Sang-hyo vai Kang Su-jin
- Kim Kwang-il vai Kwang-il
- Jeon Guk-hwan vai bố của Su-jin's father
- Yoo Seung-mok vai Bác sĩ
- Kim Se-dong vai Nhân viên công ty bảo hiểm
- Chun Dae-byung vai Cảnh sát
- Ryu Seung-soo vai Yoon Kyung-ho
- Lee Young-hee vai mẹ của Kyung-ho
- Leessang
- Loveholic
- Clazziquai

## Sản xuất
Phim bắt đầu quay vào ngày 4 tháng 2 năm 2005 tại thị trấn ven biển Samcheok, tỉnh Gangwon.
Một buổi hòa nhạc trực tiếp kéo dài bốn giờ được tổ chức vào ngày 24 tháng 4 năm 2005 tại nhà hát ngoài trời ở Đại học Yonsei; một số cảnh đã được đưa vào phim.
Tuyết tháng tư kết thúc quay vào ngày 18 tháng 6 năm 2005 tại Gwangju, tỉnh Gyeonggi.

## Sự đón nhận của công chúng
Bộ phim đã thu về 2.707.442 đô la Mỹ tại Hàn Quốc với 809.191 lượt người xem.
Tuyết tháng tư cũng được phát hành tại 10 quốc gia châu Á khác nhau (với bản phát sóng tại Đài Loan ngày 9 tháng 9 năm 2005, phim Tuyết tháng tư này còn có thêm 1 ca khúc tiếng Hoa Quy Đồ/The Way Home 歸途 do nữ diễn viên Lâm Y Thần của Đài Loan tự viết lời và tự trình bày). Phần lớn là nhờ vào sự nổi tiếng của làn sóng Hàn Quốc của nam diễn viên Bae Yong-joon, nó đã trở thành một thành công phòng vé ở Nhật Bản, Philippines và Trung Quốc. Phim trở thành bộ phim Hàn Quốc có doanh thu cao nhất tại Nhật Bản, thu về 2,72 tỷ yên Nhật tương đương 24,2 triệu USD (kỷ lục này sau đó sẽ bị phá vỡ bởi một bộ phim khác của Son Ye-jin - phim A Moment to Remember 2004 với 2,75 tỷ yên Nhật) .
Một đoạn phim của đạo diễn với 30 phút bổ sung đã được phát hành tại Nhật Bản vào năm 2006, phim cũng hoạt động tốt về mặt thương mại.
Son Ye-jin đã nhận được đề cử Nữ diễn viên chính xuất sắc nhất (Best Actress) tại Blue Dragon Film Awards lần thứ 26 năm 2005.

## Giải thưởng và đề cử
| Giải thưởng                               | Hạng mục        | Đề cử      | Kết quả   |
| ----------------------------------------- | --------------- | ---------- | --------- |
| Chicago International Film Festival       | Best Feature    | April Snow | Đề cử     |
| San Sebastián International Film Festival | Golden Seashell | Hur Jin-ho | Đề cử     |
| 13th Chunsa Film Art Awards               | Best Actress    | Son Ye-jin | Đề cử     |
| 26th Blue Dragon Film Awards              | Best Actress    | Son Ye-jin | Đề cử     |
| 51st Asia Pacific Film Festival           | Best Actress    | Son Ye-jin | Đoạt giải |